# Notherius II.
Notherius II. (či Notar, Nothar nebo Notker) byl veronský biskup úřadující v letech 915–928.
Pravděpodobně je zmíněn v První staroslověnské legendě o svatém Václavu, podle níž malého Václava postřihl na přání českého knížete Vratislava I. Podle Vojtěcha Tkadlčíka postřižiny Notherius udělil dle latinského obřadu, u čehož byl přítomen zřejmě i klerik a notář Grauso. Tkadlčík rovněž soudil, že se Vratislav I. někdy kolem roku 915 s Notheriem II. setkal snad v samotné Veroně, po čemž s Notheriem navázal styk. Václav Novotný však měl za to, že byl Václav slavnostně uveden do veřejného života spíše biřmováním. Petr Charvát se domnívá, že do Prahy Notherius zavítal snad v souvislosti s italskou politikou bavorského vévody Arnulfa. Dušan Třeštík podotkl, že Notherius přicestoval s posláním bavorského vévody Arnulfa, které souviselo s Arnulfovým odbojem proti králi Konrádu I. Vratislav Vaníček předpokládá, že Notherius při své návštěvě v Praze požehnal knížeti Vratislavovi a mohl dokonce nadhodit sňatkové spříznění Přemyslovců a chorvatského rodu Trpimírovců.
Dále je zaznamenáno Notheriovo jméno v závěti z 15. listopadu 927, kterou podepsal veronský markrabě Milo. Notherius zemřel v roce 928, jeho nástupcem ve Veroně se stal Hilduinus.